# Mavis (Vorname)
Mavis ist ein weiblicher Vorname.

## Herkunft und Bedeutung
Mavis ist ein englischer Name, Bedeutung: Singdrossel

## Bekannte Namensträgerinnen
- Nina Mavis Brunner (* 25. April 1981), Schweizer Fernsehjournalistin und Moderatorin
- Mavis Gallant (1922–2014), kanadische, englischsprachige Journalistin und Schriftstellerin
- Mavis Henderson (* um 1917), englische Badmintonspielerin
- Mavis Horsburgh (* um 1910; † 20. oder 21. Jahrhundert), australische Badmintonspielerin
- Mavis Kerr (* um 1918), neuseeländische Badmintonspielerin
- Mavis Lever (1921–2013), britische Kryptoanalytikerin
- Mavis Macnaughton (1911 – † im 20. Jahrhundert), irische Badmintonspielerin
- Mavis Rivers (1929–1992), samoanische Sängerin
- Mavis Staples (* 1939), US-amerikanische Blues- und Soulsängerin